# 유니클로
유니클로(UNIQLO, 일본어: ユニクロ 유니쿠로[*])는 1974년 일본에서 설립된 캐주얼 의류 업체이다. 1984년 일본 히로시마에 1호점을 열면서, 의류 사업을 시작하였다. 대한민국에서는 롯데쇼핑이 유니클로 일본 본사와 합작으로 에프알엘코리아를 설립하여 대한민국내 유니클로 영업을 하고 있다.

## 국가별 회사정보
일본 외에도 영국, 프랑스, 대한민국, 미국, 중국에 지사가 있다.(설립 연도 순)

### 대한민국
- 회사명 - 에프알엘코리아주식회사 / FRL Korea Co., LTD.
- 대표이사 - 정현석, 하타세 사토시 (공동대표이사)
- 설립일자 - 2004년 12월 16일
- 소재지 - 서울특별시 송파구 올림픽로 300, 24층 (신천동, 롯데월드타워)
- 자본금 - 240억원
- 종업원 - 4,648명 (2019.8)
- 출자비율 - 롯데쇼핑 49.0%, 패스트 리테일링 51.0%
- 사업내용 - 한국 내에서의 「유니클로」브랜드의 의류 등의 수입, 판매
- 판매 점포수 - 190개 (2019.8)

2011년 11월 11일 서울 명동에 아시아에서 가장 큰 초대형 매장을 개장했을 때 12억 8000만원(매체에 따라 숫자가 엇갈림)의 하루 매출을 기록했다. 이 매출 규모는 한국 내 패션 아울렛에서 기록한 최고 기록이다. 2019년 8월 현재 한국 내에 190개 매장을 운영하고 있다.

## 역사

### 일본에서의 역사

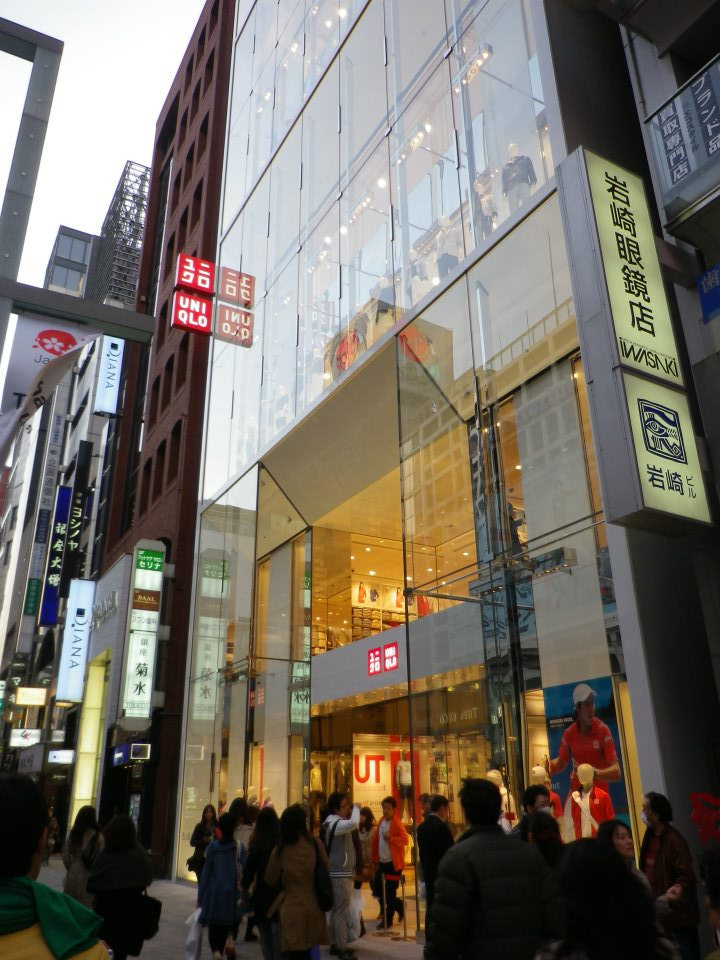
일본 도쿄에 위치한 매장

1949년 3월부터 일본 야마구치현에는 Ogori shoji(남성복 전문 매장이 있으며, "Men's Shop OS"라 불렸음)라는 회사가 있었다. 1984년 6월부터, “Unique clothing warehouse”라는 이름으로 히로시마시 나카쿠에 유니섹스 캐주얼 의류매장을 열었다. 이 당시에 ‘유니클로’라는 이름이 탄생했으며, 이는 Unique clothing의 줄임말이다. 1991년 10월에는 회사의 이름을 Ogori shoji에서 Fast retailing으로 변경했으며, 1994년 4월까지 일본 전역에 100개의 유니클로 매장을 개점하였다.

### SPA(자사 브랜드 상품)전략
1997년에 Fast retailing 사는 미국의 GAP으로부터 SPA(for Specialty-store/retailer of Private-label Apparel의 준말)전략을 채택하였다(SPA는 한 회사가 의류상품을 생산부터 판매까지 독점적으로 총괄하는 방식을 뜻한다.). 유니클로는 그들의 의류생산을 중국의 공장으로 아웃소싱하기 시작했다. 그 당시 일본은 심각한 경기 불황기였으며 저렴한 상품이 인기를 끌었다. 유니클로의 광고전략 또한 생산적이었다.
1998년 10월, 도쿄의 번화가인 하라주쿠에 최초로 신식 유니클로 매장이 개점하였으며 곧 일본의 거대 도시 전역으로 퍼져나갔다. 2001년에는 일본에서 500개가 넘는 매장으로 판매총액과 수익총액에서 신기록을 기록하였다. 유니클로는 세계무대에 진출하기로 결정했으며, 회사를 분할하여 중국에 Fast Retailing(Jiangsu) Apparel사를 설립하였다. 2002년에는 상하이에 첫 유니클로 해외매장이 개점하였으며 영국 런던에 4개의 매장이 개점하였다. 그러나 영국에서의 실적은 저조했으며 일본에서의 재고는 넘쳤다. 결과적으로 2002년과 2003년에 유니클로의 이익총액은 급격히 감소하였다. 2004년에 유니클로는 일본의 패션 매거진과 합작투자를 시작했으며 노리카 후지와라와 같은 유명스타를 광고에 출연시켰다. 유니클로는 새로운 디자이너팀을 꾸렸으며, 영국을 포함해서 다시 실적을 올리기 시작했다. Fast retailing에서 다른 패션업체들을 인수한 것도 유니클로의 회복에 도움이 되었다.
2005년 유니클로는 뉴욕, 홍콩, 그리고 서울까지 확장하였으며 유니클로의 한국 진출은 롯데쇼핑과의 합작투자였다. 2005년 말 유니클로는 그들의 대외 주식에 추가하여 일본에서만 700개의 매장을 보유하였으며 2006년까지 판매총액은 40억 달러에 육박했다. 그 당시 유니클로는 2007년 4월까지 총 100억 달러의 매출을 목표로 하였으며 H&M, GAP 등과 함께 의류소매업체 순위 5위안에 드는 것을 목표로 설정하였다. Fast retailing 은 2009년 3월 패션 디자이너 질 샌더와 유니클로 제품 디자인 컨설팅 계약(+J)을 맺기도 하였다.

## 주요 프로젝트

### 디자이너 초청
유니클로는 여성복 디자이너로서 Phillip Lim, Alice Roi, Tina Lutz, Marcia Patmos, Alper 그리고 GVGV를, 남성복 디자이너로서 Halb, Satoru Tanaka, Alexandre Plokhov를 초청했으며 2007 S/S 시즌에 디자인 컬렉션을 발표하였다. 2009년에는 추가적으로 4명의 디자이너와 회사를 섭외하였으며, 여성복 디자이너로서는 Steven Alan,과 Shipley & Halmos를, 남성복에서는 Gilded Age와 Opening Ceremony를 초청했다. 2012년 10월 유니클로는 프랑스의 Comptoir des Cotonniers와 협력하여 프랑스의 패션과 일본의 기술이 합쳐진 boxy-cut 스타일의 라이트 다운 포뮬러 자켓을 발표했다. Comptoir의 스타일 디렉터 Delphine Ninous는 “우리는 쉽고 정교하며 여성의 라이프스타일의 요소에 완벽히 적합한 모양을 사용하길 원했습니다.”라고 말했다.

### 티셔츠 프로젝트
2007년 4월 28일 유니클로는 도쿄 하라주쿠 매장에서 현대적인 티셔츠 컨셉트인 “UT 프로젝트”를 발표했다. 프로젝트 티셔츠들은 테니스 공 캔과 같이 생긴 투명 플라스틱 용기에 담겨 스테인레스 전시 케이스에 있는 형태로 전시되었다. 이 티셔츠들은 개방된 진열대에 배치되어있어 쇼핑을 사실상 셀프 서비스로 만들어버렸다. 이 프로젝트는 리미티드 에디션으로 유명한 아티스트들과 함께 했는데, 디자이너, 포토그래퍼, 뮤지션 등이 참여하였다.
최근에 한국에서는 새로운 UT 프로젝트로 'Mickey Plays'를 발표하였고, 2015년 6월 22일 발매예정이다.

## 콜라보레이션

### i am OTHER
퍼렐 윌리엄스는 2014년 4월에 ‘i am OTHER’라는 이름으로 유니클로에 컬렉션을 발표하였다. 이 컬렉션은 UT(Uniqlo T-shirt)의 크리에이티브 디렉터 Nigo와 함께 제작되었다.

### Best of +J
유니클로는 2009년, 2011년, 그리고 2015년에 '질 샌더 X유니클로'라는 콜렉션을 발표하였다. 2015년 재발매된 컬렉션의 이름은 'Best of +J'로, 전 세계 15개국 매장에서 셔츠, 재킷, 바지, 드레스 등 다양한 제품이 판매되었다.

### 르메르, 카린 로이펠트
유니클로는 2015 F/W 시즌에 프렌치 감성을 대표하는 브랜드 및 인물과의 콜라보레이션 컬렉션을 선보인다. 먼저 '르메르'는 프랑스 패션 브랜드인 라코스테와 에르메스의 여성복 디렉터로 세계적인 명성을 쌓은 크리스토퍼 르메르와 그의 오랜 파트너인 사라-린 트랜이 선보이는 브랜드이다. 또한 패션계의 살아있는 전설로 불리는 '카린 로이펠트'와의 콜라보레이션을 통해 탄생하는 약 40여 개의 제품들은 2015년 10월 중 공개될 예정이다.

### JW 앤더슨
영국을 대표하는 하이엔드 패션 브랜드 JW 앤더슨(J.W. ANDERSON)과 협업한 ‘2019 S/S 유니클로 and JW 앤더슨(UNIQLO and JW ANDERSON) 콜라보레이션’ 컬렉션을 출시했다. 전세계적으로 밀레니얼 세대가 소비의 주축으로 부상하면서 패션업계에서도 스트리트 패션과 뉴트로 트렌드가 인기를 끌고 있는 가운데, ‘2019 S/S 유니클로 and JW 앤더슨 콜라보레이션’ 컬렉션도 감각적인 캐주얼과 실용성과 위트를 겸비한 디자인으로 출시 이전부터 큰 화제를 모았다. 출시 당일인 8일 오전에도 유니클로 롯데월드몰점 매장 오픈 1시간 전부터 대기줄이 형성되는 등 전국적으로 많은 관심을 받았다.